# 久我清
久我 清（くが きよし、1940年 - 2025年6月1日）は、日本の経済学者。専門は一般均衡理論。大阪大学名誉教授。

## 人物
数理経済学の大家である森嶋通夫の弟子。森嶋が大阪大学社会経済研究所（社研）の内紛で去った後も社研に残り、研究活動を続けた。阪大社研をその草創期より眺め、かつ、支えてきた。まさに「阪大社研の生き字引」とでも言うべき存在である。
森嶋と同様、一般均衡理論や経済成長理論の分野での業績が多い。

## 略歴
- 1962年：大阪大学経済学部卒業
- 1964年：大阪大学大学院経済学研究科修士課程修了
- 1964年：大阪大学経済学部附属社会経済研究施設（現・社会経済研究所）助手
- 1969年：大阪大学社会経済研究所助教授
- 1970年-1974年: Co-Editor, International Economic Review
- 1980年：大阪大学社会経済研究所教授
- 1994年：大阪大学社会経済研究所所長（第14代、1996年まで）
- 2002年：大阪大学定年退官、大阪学院大学経済学部教授
- 2018年：瑞宝中綬章を受章[1]。
- 2025年6月1日午前5時25分、老衰のため茨木市の病院で死去。85歳没[2]。叙正四位[3]。

## 著書

### 共著
- 『一般均衡理論の新展開』（多賀出版 1998年）
- 『数理経済学入門』（有斐閣 1999年）

### 論文
- "Weak Gross Substitutability and the Existence of Competitive Equilibrium ," Econometrica 33 (July 1965), 593-599.
- "A Note on the Global Stability of a Simple Growth Model with Many Capital Goods," Quarterly Journal of Economics, 82 (November 1968), 657-665, (with E. Burmeister and R. Dobell).
- "The Factor-Price Frontier, Duality and Joint Production," Review of Economic Studies, 37 (January 1970), 11-19, (with E. Burmeister).
- "The Factor-Price Equalization Theorem," Econometrica, 40(July 1972), 723-736.
- "Limitations of the 'Coase Theorem' on Liability Rules," Journal of Economic Theory , 6 (December 1973),606-613, (with Ken-ichi Inada).
- "Voter Antagonism and the Paradox of Voting," Econometrica, 40 (November 1975), 1045-1067, (with Hiroaki Nagatani).
- "General Saddlepoint Property of the Steady State of a Growth Model with Heterogenous Capital Goods," International Economic Review, 18(February 1977), 29-58.
- "Additivity and the Entropy Concept: An Axiomatic Approach to Inequality Measurement," Journal of Economic Theory, 25 (August 1981), 131-143, (with F.A. Cowell).
- "Budget Constraint of a Firm and Economic Theory," Economic Theory 8 (1996), 137 - 153.